# Мойсеєв Михайло Федорович
Мойсеєв Михайло Федорович (1882—1955) — радянський артист балету і балетмейстер. Заслужений артист РРФСР (1948). Заслужений артист Литовської РСР (1955). Лауреат Сталінської премії другого ступеня (1948). Член ВКП (б) з 1941 року.

## Життєпис
Народився 12 (24) січня 1882 року в Москві. В 1892—1899 роках навчався в МАХУ (у М. П. Домашева і В. Д. Тихомирова). У 1903—1910 роках в трупі Оперного театру С. І. Зиміна. У 1910 році гастролював в США з трупою А. П. Павлової. За радянських часів працював в театрах Воронежа, Одеси, Свердловська, Новосибірська, Єревана, Алма-Ати, Вільнюса. Був керівником і педагогом балетних студій при театрах і хореографічних шкіл. Серед його учнів Ю. П. Ковальов, В. О. Кононович, С. Сергєєв, Г. І. Язвінський.
М. Ф. Мойсеєв помер 29 червня 1955 року в Москві.